# Андреев, Николай Дмитриевич
Никола́й Дми́триевич Андре́ев (16 февраля 1920 — 15 ноября 1997) — советский и российский лингвист, индоевропеист и востоковед, специалист в области общего и индоевропейского языкознания, математической лингвистики. Профессор, доктор филологических наук, полиглот. Свыше тридцати лет работал старшим научным сотрудником в Ленинградском отделении Института языкознания РАН. Известен в научном мире своими работами в области языка-посредника для машинного перевода. Наряду с Э. Бенвенистом, У. Леманом, В. Георгиевым и П. Хартманном был охарактеризован как индоевропеист, ведущий исследования в области глубинной языковой реконструкции.
Автор гипотезы о бореальном праязыке.

## Биография
Николай Дмитриевич Андреев родился в городе Петрограде 16 февраля 1920 года в семье служащих. В 1938—1941 годах учился на математико-механическом факультете Ленинградского государственного университета (ЛГУ), не закончив, однако, обучения.
В составе РККА участвовал в советско-финской войне. По данным Российской национальной библиотеки, во время Великой Отечественной войны воевал в артиллерийских частях на Ленинградском фронте и на Дальнем Востоке, был начальником штаба дивизии. В свою очередь, по данным Р. Г. Пиотровского, бывшего сотрудником экспериментальной лаборатории, организованной Н. Д. Андреевым, его руководитель с 1941 по 1945 год служил офицером в НКВД и в бригадах НКГБ. В 1942 году был удостоен медали «За оборону Ленинграда». За весь период войны, входя в состав оперативной группы командного пункта, вырос в звании от сержанта до офицера, особенно проявив себя в 1943 году, когда при артобстреле и бомбёжке обеспечивал начальника штаба полка точными данными о воздушной обстановке, несмотря на выход из строя проводной связи. По окончании боевых действий был награждён орденом «Красной Звезды» и медалью «За победу над Германией в Великой Отечественной войне 1941—1945».
Формульный способ его аргументации не имел успеха в конце XIX века (его работа вышла в свет в 1879 г.), но он оказался в духе и стиле языковедческих устремлений в XX столетии и существенно повлиял на многих современных индоевропеистов за пределами нашей страны, а через них на некоторую часть нашей талантливой лингвистической молодёжи (Г. С. Клычков, Н. Д. Андреев, В. В. Иванов, В. Н. Топоров и другие молодые индоевропеисты), причём это влияние было не всегда положительным.
После войны состоял в группе горкома ВЛКСМ и получил грамоту ЦК ВЛКСМ. В 1946—1948 годах учился на физическом факультете ЛГУ, но так же не окончил обучение. В 1949—1952 годах работал в Научной библиотеке им. М. Горького при ЛГУ. Наконец, в 1952 году с отличием окончил экстерном филологический факультет ЛГУ по специальности «английская филология». С 1952 года зачислен на полставки редактором-специалистом в Государственную публичную библиотеку (ГПБ). По данным Российской национальной библиотеки, владел 20 языками Европы и Юго-Восточной Азии, что позволяло ему вести работу по комплектованию фондов иностранной литературы ГПБ на этих языках. Принимал участие в научно-библиографической работе ГПБ, уволившись из неё в 1954 году. В 1956 году защитил на филологическом факультете ЛГУ кандидатскую диссертацию «Внутренняя флексия в глагольной системе германских языков».
С 1955 года работал доцентом кафедры китайского языка восточного факультета ЛГУ и с большим увлечением, особенно на первых порах, преподавал индонезийский язык, сравнительную грамматику языков Индонезии и ряд других лингвистических дисциплин. Именно по его инициативе на данной кафедре в 1955 году сначала были открыты отделения вьетнамской и индонезийской филологии, а затем в 1957 году отделение бирманской филологии. Оказывал поддержку как преподавателям, так и студентам данных специальностей. Благодаря его личным усилиям из Франции был получен бирманско-английский словарь Джатсона и Агарваля, а жена посла Бирмы в СССР — раз в месяц, с 1957 по 1958 год, приезжала в ЛГУ и в течение целой недели вела занятия по разговорному бирманскому языку со студентами и преподавателями. В 1957 году был удостоен медали «В память 250-летия Ленинграда». В том же году вышел в печать тиражом в 95 000 экземпляров написанный им краткий учебник по эсперанто, весьма быстро разошедшийся и проданный по всему Советскому Союзу, что было отмечено самим дипломатическим отделом СССР в США, как показатель «быстро растущего интереса к эсперанто в Советском Союзе».
В 1958 году загорелся идеей машинного перевода и основал экспериментальную лабораторию машинного перевода на матмехе ЛГУ, выросшую затем в кафедру математической лингвистики в Санкт-Петербургском университете. Работал и был руководителем лаборатории машинного перевода до 1965 года, вовлекая в исследования по машинному переводу и математической лингвистике не только своих студентов и преподавателей восточного и филологического факультетов ЛГУ, но и научных работников из Тарту, Риги, Еревана, Фрунзе и Иркутска. В этой лаборатории студенты часто слушали интересные доклады и лекции по лингвистике и математике, читавшиеся Р. Г. Пиотровским и другими учёными. В 1959 году был введён в состав научного совета по кибернетике АН СССР.
В 1965 перешёл на работу в Ленинградское отделение Института языкознания Академии наук СССР (ЛО ИЯ АН СССР), получив должность старшего научного сотрудника сектора индоевропейских языков. В 1967 защитил докторскую диссертацию на тему «Статистико-комбинаторный метод в теоретическом и прикладном языковедении». Планировал выпустить монографию «Раннеиндоевропейский праязык (корнеслов, корнесложение, генезис детерминативов и аблаута)» приблизительно в 1980 году, однако работа вышла только через шесть лет под названием «Раннеиндоевропейский праязык» (1986). В 1996 году уволился из Института лингвистических исследований Российской академии наук (ИЛИ РАН) в связи с выходом на пенсию.
Участвовал в международных лингвистических конгрессах: X — в 1967 году в Бухаресте и XIV — в 1987 году в Берлине. Был приглашён и на IX конгресс в Кембридже в 1962 году, однако из-за бюрократических препон с советской стороны не смог на нём выступить. Организаторы конгресса представили доклад Н. Д. Андреева на пленарном заседании в отсутствие самого докладчика. Перевёл на русский язык книгу Эмиля Бенвениста «Индоевропейское именное словообразование» (1935 [1955]) и Жюля Марузо «Словарь лингвистических терминов» (1951 [1960]).
Скончался 15 ноября 1997 года. Был похоронен на Смоленском кладбище в Санкт-Петербурге.

## Научное наследие

### Востоковедение
Н. Д. Андреев посвятил определённое количество работ языкам Юго-Восточной Азии и выступал с сообщениями в научных конференциях по языкам данного региона (1960—1967). Им написана статья по проблемам индонезийской фонологии (1957), происхождению вьетнамского языка (1958) и структуре вьетнамского слога (1958). Целый ряд его совместных работ затрагивает различные аспекты вьетнамского, бирманского, индонезийского, кхмерского и тайского языков (1957—1963).
Н. Д. Андреев был первым, кто в советском языкознании поднял вопрос о фонематическом характере индонезийских дифтонгов, рассматривая их как бифонематические сочетания типа гласный + сонант, поскольку индонезийские дифтонги в положении перед гласным распадаются, по его мнению, на два слога. Также, развивая тезисы Ж. Пшилуского и А. Г. Одрикура, Н. Д. Андреев поддержал родственную связь вьетнамского языка с аустроазиатскими, выявив, наряду со своими предшественниками, существенные языковые соответствия между ними. Наряду с М. В. Гординой, Н. Д. Андреев рассматривал вьетнамский слог как обладающий возможностью иметь в своём составе четыре элемента — согласную инициаль, полугласную предтональ, гласную тональ и полугласную или согласную финаль, что в соответствии с наличием или отсутствием того или иного элемента позволяет выделить во вьетнамском языке шестнадцать типов слогов.
В совместной работе (1958) с О. А. Тимофеевой ими были выделены элементы бирманского слога, классифицированные по определённым типам, и рассмотрены особенности каждого типа в соответствии с тональной системой, динамичностью начала слога, назализацией и прочими признаками. В общей работе с М. В. Гординой и О. А. Тимофеевой (1961) Н. Д. Андреев и его коллеги выявили в бирманском языке лишь три тона, интерпретировав гортанную смычку, принимаемую зарубежными исследователями за четвёртый тон, как являющуюся в действительности согласной фонемой. В свою очередь, в совместной работе с М. В. Гординой (1963), проводя сопоставительное исследование тональных систем вьетнамского и бирманского языков и взаимодействие этих систем с ударением, они пришли к заключению, что в тональных языках ударение не является частью самой тональной системы, поскольку «накладывается на неё как мера полноты реализации тона — вплоть до возможной нейтрализации тоновых противопоставлений в безударных слогах».
В монографии советского вьетнамоведа Т. Т. Мхитарян «Фонетика вьетнамского языка» (1959) было принято определение тональных признаков вьетнамского языка, предложенное в общей работе Н. Д. Андреева и М. В. Гординой «Система тонов вьетнамского языка (по экспериментальным данным)» (1957), где проводилось экспериментальное исследование вьетнамских тонов и был затронут вопрос касательно отношений между составными элементами вьетнамских тонов — мелодикой, длительностью, интенсивностью, фарингализацией и заротовой (гортанной) смычкой.

#### Положительные отзывы
Российский лингвист-востоковед Ю. Я. Плам рассматривал в качестве весьма интересной совместную работу Н. Д. Андреева и М. В. Гординой «Тональная система и ударение в бирманском и вьетнамском языках». Голландский лингвист В. Стокхоф, профессор Лейденского университета, в своей рецензии (1975), опубликованной в нидерландском Журнале по проблемам языкознания и этнографии, на грамматику индонезийского языка, выполненную рядом советских учёных, включает Н. Д. Андреева в число самых выдающихся российских лингвистов, занимавшихся индонезийским языком, за выполненные им работы по фонологии и морфологии данного языка. Это также не мешает В. Стокхофу в своей статье (1975) по индонезийской фонологии не соглашаться с позицией Н. Д. Андреева относительно простоты индонезийской фонологии.

### Математическая и общая лингвистика
Не случайно в качестве одной из пяти главных тем для пленарных заседаний была избрана тема «Лингвистические аспекты перевода». Доклад Н. Д. Андреева на эту тему содержал много глубоких и поучительных наблюдений, указаний, размышлений, и мы можем лишь сожалеть об отсутствии докладчика, участие которого могло бы сделать дискуссию более плодотворной.
Работы Н. Д. Андреева в области математической лингвистики затрагивают такие темы, как проблему машинного перевода (1957), статистическое моделирование языка (1963), структурно-вероятностную типологию отношений слова (1975) и языковые вероятностные дифференциальные признаки (1976). Монография «Статистико-комбинаторный метод в теоретическом и прикладном языковедении» (1967), в свою очередь, предлагает универсальный алгоритм и правила для построения всей системы языка на основе статистического анализа речи. В области общей лингвистики Н. Д. Андреевым были написаны работы по синхронно-диахроническим аспектам языка (1960), стратификации языковых единиц (1963) и подсистемам языка (1967, 1971, 1974). Две статьи Н. Д. Андреева по машинному переводу, в свою очередь, были опубликованы в зарубежных научных сборниках по данной теме — Allen Kent (ed.) «Information retrieval and machine translation» (New York: Interscience, 1961), A. D. Booth (ed.) «Machine translation» (Amsterdam: North-Holland, 1967).
Н. Д. Андреев работал в области теории машинного перевода и был создателем одного из алгоритмов машинного перевода. В советское время при государственной поддержке во многих городах (Москве, Ленинграде, Киеве, Тбилиси и тд.) были созданы группы машинного перевода, но наиболее интересными признаются идеи и проекты, предложенные в ленинградской группе Н. Д. Андреева, куда входили его помощники — лингвисты Р. Г. Пиотровский, А. Белопольская, С. Яхонтов, М. Откупщикова, Л. Засорина и другие, а также математики — И. Братчиков, С. Фитиалов, Г. Цейтин и другие. В организованной Н. Д. Андреевым лаборатории были разработаны десятки алгоритмов машинного перевода для разных языковых пар, а также разрабатывалась идея машинного перевода с помощью языка-посредника. И хотя многими исследователями была выдвинута концепция языка-посредника для осуществления машинного перевода, наиболее интересной рассматривается концепция Н. Д. Андреева, который предложил создать искусственный язык-посредник на основе словарей и грамматики самых различных языков, включив в него грамматические правила и лексические единицы, которые бы являлись универсальными для большинства языков мира и выразив систему этого языка в машинопонятных символах. Тем не менее, в области машинного перевода системы с языками-посредниками не дали ощутимых результатов.
Н. Д. Андреев первым ввёл в науку представление о субязыках (подъязыках) или подсистемах языка, осуществив это в 1967 году, раньше чем понятие субъязыка было введено американским лингвистом З. Харрисом в 1968-м году. Он также был первым в науке, кто указал на существование не просто иерархии, а целой типологии подъязыков (субязыков), выделяя не только внутрилингвистические особенности такой типологии, но и экстралингвистические, связанные с объёмом подъязыка, который, по его мнению, обнаруживает обратно пропорциональную зависимость от степени гомоморфизма между его словарным составом и описываемой подсистемой действительностью. В этой связи им было высказана идея о выделении подъязыковой типологии и отраслевой лингвистики в отдельные разделы науки о языке.
Также Н. Д. Андреев внёс значительный вклад в дистрибутивно-статистический анализ, направленный на описание языка с помощью формальных алгоритмических процедур, опирающихся лишь на распределение заданных элементов в тексте. Хотя лингвистические предпосылки дистрибутивно-статистического анализа были заложены в 30—40-е годы трудами американских дескриптивистов, на том уровне развития науки дистрибутивный анализ ещё не превратился в алгоритмизированную рабочую процедуру, учитывающую статистические соображения. Преимущественно в работах советских лингвистов велись исследования в этом направлении и первопроходцем по пути построения системы языка на основе статистического анализа речи был Н. Д. Андреев, усилия которого по большей части были направлены на описание грамматической системы языка. В руководимой им группе были опробованы морфологические и синтаксические алгоритмы на материале 15 языков, результаты чего были опубликованы в коллективной монографии «Статистико-комбинаторное моделирование языков» (1965) и собственной монографии Н. Д. Андреева «Статистико-комбинаторные методы в теоретическом и прикладном языковедении» (1967). Среди зарубежных исследователей отмечается, что работы Н. Д. Андреева страдали от того, что находились в изоляции от мирового научного сообщества, хотя имеют основополагающее значение и, в отличие от З. Харриса, считающегося пионером в формальном анализе морфологии, именно Н. Д. Андреев первым обосновал применение статистического подхода в данной области, причём некоторые из решений предложенных Н. Д. Андреевым в настоящее время де-факто используются в самых современных вычислительных системах. Впрочем, в самом Советском Союзе, алгоритмический подход, разработанный Н. Д. Андреевым и его последователями, нашёл в своё время широкое распространение.
Вместе с тем, Н. Д. Андреев занимался разработкой структурно-вероятностного анализа, который базируется на исследовании взаимосвязей между структурными оппозициями в языке и вероятностными соотношениями в речи. Здесь им было введено фундаментальное для структурно-вероятностного анализа понятие — вероятностный дифференциальный признак, который характеризует группу языковых элементов, отделённую от общего фона или противопоставленную от иных членов оппозиции и выступающих как качественное однородное целое на парадигматической оси. Его применение позволяет исследователю, который ставит перед собой задачу найти структурную оппозицию, иметь надёжное основание, чтобы установить качественное противопоставление определённой группе.

#### Положительные отзывы
Российский лингвист Н. Ф. Алефиренко рассматривает Н. Д. Андреева как известного специалиста в области лингвостатистики и выражает своё согласие с его позицией относительно взаимоотношений между математикой и лингвистикой. Американский лингвист Р. Смит в своей статье «Computational Bilingual Lexicography: A la recherche du mot juste» (1978), опубликованной в научном сборнике «Computer Support to Translation», отмечает, что советская работа по машинному переводу, осуществлённая Н. Д. Андреевым и другими в связи с концепцией языка-посредника, очень хорошо соответствует последним разработкам в лексической семантике, особенно школы генеративной семантики, и также его собственной концепции «product of understanding» (произведения понимания). Доклад Н. Д. Андреева на тему лингвистических аспектов перевода, присланный им на девятый международный конгресс лингвистов, был положительно охарактеризован российско-американским лингвистом Р. О. Якобсоном как обладающий довольно глубоким и поучительным содержанием.
Немецкий лингвист Г. Михель в своей статье «Основы теории стиля» (1975), опубликованной в совместной с В. Фляйшером монографии «Стилистика современного немецкого языка» (1975), утверждает, что различие между системой языка, речевым актом и речью представляет собой вопрос, разработанный прежде всего в совместной работе Л. Р. Зиндера и Н. Д. Андреева — «О понятиях речевого акта, вероятности речи и языка» (1963), где «как теоретически, так и терминологически проводится чёткая граница между процессом и результатом языкового употребления». Чешский лингвист Й. Вахек в своей статье «On some basic principles of 'classical' phonology» (1964) отмечает, что замечания Н. Д. Андреева по структуре и динамике развития языка в его статье «Models as a Tool in the Development of Linguistic Theory» (1962), опубликованной в англоязычном научном журнале Word, являются весьма точными и показывают неадекватность языковой модели Н. Хомского.
В свою очередь, российский лингвист Л. Г. Герценберг в своей работе «Морфологическая структура слова в древних индоиранских языках» (1972), исследуя типологию и специфику праиндоевропейских корней при сопоставлении с корнями ряда других языков, замечает, что в полном объёме приводимые им «данные ждут статистико-комбинаторного осмысления», ссылаясь при этом на работу Н. Д. Андреева «Статистико-комбинаторные методы в теоретическом и прикладном языковедении» (1967). Советский филолог А. Ф. Лосев в своей статье «Логическая характеристика методов структурной типологии» (1967) подчёркивал, что статья Н. Д. Андреева, посвящённая проблемам математической статистики в общеметодологическом плане (1965), имеет «особенно важное и принципиальное значение». Российский филолог И. В. Силантьев, директор Института филологии СО РАН, в своей работе «Поэтика мотива» (2004) отмечает, что в отечественной науке вероятностный подход к семантике берёт своё начало на «рубеже 1950-х и 1960-х годов, когда развернула работу группа ленинградских лингвистов под руководством Н. Д. Андреева», который, в свою очередь, будучи ведущим автором, ввёл в научный обиход такое ключевое понятие как вероятностный дифференциальный признак.
Российский лингвист А. Я. Шайкевич в своей работе «Дистрибутивно-статистический анализ языка русской прозы 1850—1870-х гг.» (2013), рассматривая Н. Д. Андреева как первопроходца в области дистрибутивно-статистического анализа, отмечает, что статья Н. Д. Андреева «Алгоритмы статистико-комбинаторного моделирования морфологии, синтаксиса, словообразования и семантики» (1963) произвела на него большое впечатление общей масштабностью замысла и проработкой деталей. В свою очередь, скромные результаты метода, предложенного Н. Д. Андреевым, по мнению Шайкевича, связаны в основном с отсутствием в то время подходящих технических средств для обработки большого количества данных, хотя были также и внутренние причины, способствовавшие неудаче, вроде жёсткого универсализированного алгоритма, который, в частности, остановился перед синтаксисом, где Н. Д. Андрееву пришлось вводить аппроксимационный анализ.
Российский лингвист Е. В. Ерофеева в своей работе «Вероятностные структуры идиомов» (2005), критикуя ряд положений, выдвинутых Н. Д. Андреевым, вместе с тем, включает его работы «Статистико-комбинаторные методы в теоретическом и прикладном языкознании» (1967), «Речевые, языковые и метаязыковые вероятности, категориальные меры и вероятностные дифференциальные признаки» (1976), а также совместную с Л. Р. Зиндером «О понятиях речевого акта, вероятности речи и языка» (1963) в число тех, где изучение вероятностного подхода в лингвистике дало «прекрасную теоретическую базу для дальнейшей разработки проблемы». Также подвергая критике одного из первопроходцев в данной области — Г. Хердана, Ерофеева указывает, что Н. Д. Андреев и Зиндер, в отличие от первого, в своей совместной работе «строят свою модель исходя не из соссюровского, а из щербовского представления об аспектах языковых явлений». Особенно важным она находит представление о совмещении в речевой вероятности как социального, так и индивидуального, что отстаивают Зиндер и Н. Д. Андреев.

#### Критика
Советский лингвист В. А. Никонов в своей статье «Длина слова» (1978) отмечает, что принятая в ленинградской группе Н. Д. Андреева и им же самим в его работе «Статистико-комбинаторные методы в теоретическом и прикладном языковедении» (1967) концепция измерения длины слова в графемах, хотя и представляет собой наиболее простой способ её отображения, но в то же время наименее отражающий фонологический и фонетический характер длины слова, поскольку есть только небольшое число языков, где написание было бы весьма близко к произношению. Автор заключает, что измерение длины слова количеством букв полезно для «практических задач, например, полиграфических и др., но не для науки о языке».
Австрийско-английский лингвист Г. Хердан критикует Л. Зиндера и Н. Д. Андреева за то, что в их совместной статье «On the notions of the speech act, speech, speech probability, and language» (1964), опубликованной в англоязычном журнале Linguistics, они проигнорировали его работу «Language as Choice and Chance» (1956), а также отмечает, что, если Андреев и Зиндер пытались улучшить предложенное им первым понятие речевой вероятности, то у них вышло ухудшение вместо улучшения, поскольку они не поняли базовые принципы триады Соссюра, где только язык (langue) и речь (parole) находятся в дихотомической связи, но не речевая деятельность (langage). Без понимания этого, как отмечает Г. Хердан, невозможно использовать статистику в области языка на подлинно научной основе.

### Индоевропеистика и компаративистика
После войны автор поставил перед собой задачу восстановить систему РИЕ двухсогласных корневых слов в её полном составе, с должным учётом семантической полевой структуры лексики РИЕ праязыка (РИЕП). Достижение этой цели потребовало четверти века напряжённого труда, причём в процессе работы возникали все новые и новые теоретические проблемы.
Труды Н. Д. Андреева по вопросам индоевропеистики, в основном, содержат исследования различных аспектов праиндоевропейского языка. Они включают в себя работы по глоттогенезу и фонологии (1957), ларингальной теории (1959, 1959), чередованию индоевропейских гуттуральных (1973), типологии раннеиндоевропейского языка (1978), реконструкции раннеиндоевропейских корней (1978), становлению аблаута (1979). В монографии «Раннеиндоевропейский праязык» (1986) помимо собственно реконструкции раннеиндоевропейского состояния праиндоевропейского языка также предложено обоснование бореальной концепции, которая состоит в признании общего языка-предка и генетического родства между индоевропейским, гипотетическим алтайским и уральским праязыкам. Свою реконструкцию о раннем состоянии праиндоевропейского Н. Д. Андреев, помимо всего прочего, представил в новой монографии «Типологическая эволюция индоевропейского праязыка» (1994), депонированной в Библиотеке Конгресса США и в статье (1994), опубликованной в Indogermanische Forschungen.
В советской индоевропеистике и за рубежом Н. Д. Андреев был известен как исследователь в области глубинной (или «дальней») реконструкции праиндоевропейского языка. Данное направление, в области которого в советской индоевропеистике также трудились Г. С. Клычков и Б. В. Горнунг, рассматривается, в отличие от «ближней» реконструкции, как разрабатывающее более детализированную, но вместе с тем и более спорную картину развития индоевропейского языка. На основании ряда фактов, в том числе индоевропейского корнесложения, Н. Д. Андреев выдвинул гипотезу о корнеизолирующем строе наиболее древнего этапа индоевропейского праязыка, что представляло собой развитие аналогичной идеи, впервые высказанной французским лингвистом А. Мейе. Вместе с тем, из числа советских индоевропеистов, Н. Д. Андреев, наряду с Г. С. Клычковым и Т. В. Гамкрелизде, внёс существенный вклад в ларингальную теорию. Определённые Н. Д. Андреевым артикуляционные качества трёх праиндоевропейских ларингалов (палатальный x’ : нейтральный x : лабиовелярный xʷ) были приняты норвежским индоевропеистом Ф. О. Линдеманом.
В области ларингальной теории Н. Д. Андреевым было предложено рассмотрение «ларингальных», как заднеязычных щелевых глухих фонем, бывших щелевыми соответствиями заднеязычных смычных глухих. Он присоединился к точке зрения о наличии трёх «ларингалов», определяя их в соответствии с заднеязычными смычными как палатализованную, обычную заднеязычную и лабиализованную согласные. По Н. Д. Андрееву, палатализованная не влияла на качество соседнего *е, в то время как лабиализованная вызывала изменение *е в *о, а обычная заднеязычная — в *а. Как указывалось Н. Д. Андреевым, реконструкция трёх «ларингалов» достаточно хорошо укладывается в индоевропейскую систему согласных, поскольку их оппозиции коррелируют с оппозициями трёх серий гуттуральных (палатальной, велярной и лабиовелярной). Из числа других вопросов праиндоевропейского консонантизма, Н. Д. Андреев предложил реинтерпретацию традиционно реконструируемой серии взрывных согласных (глухие, звонкие и звонкие придыхательные) в виде — глухих сильных, глухих слабых и глухих придыхательных.
В своих работах Н. Д. Андреев последовательно различает три системных периода в развитии индоевропейского праязыка — ранний индоевропейский (РИЕ), среднеиндоевропейский (СИЕ) и позднеиндоевропейский (ПИЕ) периоды с выделением в ряде работ младшего и старшего субпериодов в каждом. По его мнению, индоевропейский проделал развитие от языка с изолирующим строем, одноморфемными основами и тонально-выделенной силлабемой к языку флективному с многоморфемными основами и множеством гласных. Образование слов в раннеиндоевропейском происходило за счёт сложения корней, состоящих из двух согласных и одного нетонированного пазвука, которые образовывали в результате четырёхсогласный бином. Итогом развития корнесложения стало формирование целых деривационных рядов, объединённых общностью первого или второго компонента, так что «деривационный ряд биномов с одним и тем же первым РИЕ корнем воспринимался как семантическое поле последнего, где происходило взаимодействие между его протосемой и значением другого корня, что было причиной их интерференции в рамках образующейся семантики целого, а потом и развития вторичных значений, обусловленных этой новой целостностью».
Используя метод внутренней реконструкции, Н. Д. Андреев восстановил как систему двухсогласных корней раннеиндоевропейского языка в её первоначальном виде, включающую в себя 203 корневых слова, так и древнейший словообразовательный слой, основанный на биноминальном корнесложении. Все 203 реконструированных раннеиндоевропейских корня были соотнесены Н. Д. Андреевым с лексемами уральских и алтайских языков, в результате чего выяснилось, что 198 раннеиндоевропейских корней имеют соответствия в составе уральских и алтайских производных форм, причём для этих языков в области корневых согласных «найдены вполне строгие законы звуковых соответствий, позволяющие с достаточной определённостью сформулировать итоговую гипотезу о бореальном праязыке». По Н. Д. Андрееву, поскольку в раннеиндоевропейском система базисных элементов плана выражения не подверглась серьёзным перестройкам и практически не отличается от общебореальной, именно раннеиндоевропейский язык является главной ветвью бореального праязыка, две другие ветви которого представлены раннеуральским и раннеалтайским языками. Сами носители раннеиндоевропейского языка, как им утверждается, жили в эпоху верхнего палеолита, обладая небогатым словарным запасом и примитивно-«конкретным» мышлением, что выражалось в слабо развитом наборе представлений.
Бореальная система консонантизма в реконструкции Н. Д. Андреева выглядит следующим образом:
| Дентальные | Лабиальные | Симплевелярные | Палатовелярные | Лабиовелярные |
| ---------- | ---------- | -------------- | -------------- | ------------- |
| T          | P          | K              | Ky             | Kw            |
| D          | B          | G              | Gy             | Gw            |
| Dh         | Bh         | Gh             | Ghy            | Ghw           |
| S          | M          | X              | Xy             | Xw            |
| N          |            | R              | Y              | W             |
| L          |            |                |                |               |

#### Положительные отзывы
Эстонско-американский лингвист Я. Пухвел в своей работе «Ларингалы и индоевропейский глагол» (1960) охарактеризовал в качестве авангардистской статью Н. Д. Андреева по праиндоевропейскому глоттогенезу и фонологии (1957), подчеркнув, что индо-хеттская реконструкция Э. Стёртеванта выглядит, при сравнении, унылой и консервативной. Французский лингвист А. Мартине в своей монографии «От степей к океанам: индоевропейский язык и индоевропейцы» (1986 [1997]) называл работу Н. Д. Андреева «Раннеиндоевропейский праязык» (1986) по реконструкции бореального и ранне-индоевропейского праязыка смелой или инновационной. Швейцарский лингвист П. Серио в своей рецензии (1988) на монографию Н. Д. Андреева «Раннеиндоевропейский праязык» отмечает, что, Н. Д. Андреев «смог обнаружить строгие правила соответствий между примитивными индоевропейскими, уральскими и алтайскими корнями» и это, по мнению П. Серио, является поразительным. Румынский лингвист Лючия Вальд в своей рецензии (1988) на работу Н. Д. Андреева «Раннеиндоевропейский праязык», опубликованной в научном журнале Revue roumaine de linguistique, утверждает, что изложенный Н. Д. Андреевым комплекс гипотез — среди которых представлены как конкретные лингвистические сведения, так и соответствующие экстра-лингвистические (географические, исторические, культурные) — не только представляется убедительным, но, помимо всего прочего, поражает своей «новизной и точностью аргументации, даже если в деталях может быть неправильным».
Румынский лингвист Сорин Палига в своей статье (1989) о праиндоевропейском языке и праиндоевропейцах, опубликованной в Journal of Indo-European Studies, рассматривает в качестве замечательных достигнутые Н. Д. Андреевым компаративистские результаты по выявлению генетического родства между индоевропейским, гипотетическим алтайским и уральским праязыкам в его работе «Раннеиндоевропейский праязык», а в своём докладе «Протоборельная теория Андреева и её включение в понимание этногенеза Средне-Восточной и Юго-Восточной Европы» на XIII международном конгрессе славистов (2003) заявил, что гипотеза Н. Д. Андреева полезна для познания предыстории сатемной группы индоевропейцев, и некоторые положения этой гипотезы могут быть сближены, по его мнению, с представлениями курганной гипотезы, выдвинутой Марией Гимбутене. Голландский филолог Йоост ван Баак, профессор славянских языков и литературы Гронингенского университета, в своей статье (2005), посвящённой анализу представлений о доме и мире, в том числе на материале индоевропейских языков, включает труды Н. Д. Андреева в число тех, где применение семиотического подхода при изучении индоевропейских языков позволило «реконструировать исторически и типологически релевантные культурные феномены», упоминая, при этом, в списке литературы своей статьи работу Н. Д. Андреева «Раннеиндоевропейский праязык».
В свою очередь, американский лингвист Дж. Сэлмон в своей книге «Глоттальная теория: исследование и синтез» (1993) рассматривает статью Н. Д. Андреева по праиндоевропейскому глоттогенезу и фонологии как важную для понимания хронологической дифференциации праиндоевропейского. Немецкий лингвист М. Кюммель в своей статье «Роль типологии в исторической фонологии» (2015) указывает, что по диахронической типологии из всех существующих моделей реконструкции праиндоевропейских взрывных согласных лучшая, помимо традиционной, — та, что предложена нидерландским лингвистом Ф. Кортландтом, идентичная, как указывается Кюммелем, реконструкции Н. Д. Андреева, опубликованной ещё раньше. Английско-венгерский лингвист О. Семереньи в своём пособии «Введение в индоевропейское языкознание» (4-е издание, 1999), упоминая о растущем скептицизме к теории праиндоевропейского корня Э. Бенвениста, обосновывает новый взгляд на праиндоевропейский корень и ссылаясь, в частности, на статью Н. Д. Андреева (1978) по праиндоевропейским корням, подчёркивает важность наблюдений Н. Д. Андреева касательно праиндоевропейских корней в ряде страниц данной статьи. Советско-немецкий лингвист Г. К. Вернер считает, что гипотеза Н. Д. Андреева о существовании нескольких тонов в древнейшем индоевропейском корнеслове является замечательной, а также полагает, что она позволяет объяснить количественный аблаут в индоевропейском, поскольку «соображения типологического характера дают основание интерпретировать древние долготы как просодический, а не фонемный признак, как это характерно для современных политонических языков».
Советский лингвист Ф. А. Никитина полагает, что в статье Н. Д. Андреева «Из проблематики индоевропейских ларингалов» (1959) обстоятельно разбирается расширение индоевропейского корня различного рода суффиксами и, кроме того, проведённое ею исследование протетических гласных древнегреческого языка, как она утверждает, подтверждает анализ Н. Д. Андреева о функциях ларингального. Российский лингвист А. А. Леонтьев в своей работе «Возникновение и первоначальное развитие языка» (1963) утверждал, что черты реконструируемого Н. Д. Андреевым раннеиндоевропейского периода индоевропейского языка, который характеризовался моновокаличностью и наличием нескольких тонов, используемых для смыслоразличения, могут быть пережитком восстановленной им гипотетической стадии в развитии человеческого языка. Российско-польский лингвист П. П. Червинский, профессор кафедры русистики Силезского университета, в своей работе «Фольклор и этимология. Лингвоконцептологические аспекты этносемантики» (2010) считает возможным опереться на лингвистические выкладки работы Н. Д. Андреева «Раннеиндоевропейский праязык», утверждая, что последним в его книге была стройно изложена система двусогласных корней. Российско-латышский лингвист Игорь Кошкин, профессор кафедры русистики и славистики гуманитарного факультета Латвийского университета, в своей работе «Русско-германские языковые контакты в грамотах Северо-Запада Руси XII—XV вв.» (2008) последовательно использует реконструкцию раннеиндоевропейского языка, предложенную Н. Д. Андреевым в его работе «Раннеиндоевропейский праязык», в рамках собственных лексико-семантических исследований.
В свою очередь, российский лингвист О. Н. Трубачёв в своей статье «Этногенез славян и индоевропейская проблема» (1993) утверждал, что в работе Н. Д. Андреева «Раннеиндоевропейский праязык» был осуществлён прогресс в исследовании формальной структуры индоевропейского корня и показано раннеиндоевропейское состояние с двухсогласными корневыми словами. Также российский лингвист Ю. Я. Бурмистрович, профессор кафедры русского языка Хакасского государственного университета им. Н. Ф. Катанова, в своей монографии (2001), посвящённой исторической фонемологии славянских языков, включает работу Н. Д. Андреева «Раннеиндоевропейский праязык» в число тех, где «имеются целостные описания определённого состояния, а в некоторых случаях и всей истории праиндоевропейского языка». Российские лингвисты И. А. Смирнова и К. Р. Эйюби в своей совместной книге «Историко-диалектологическая грамматика курдского языка» (1999) полагают, что в свете исследований Н. Д. Андреева в его работе «Раннеиндоевропейский праязык», где, по их мнению, была произведена глубокая реконструкция до раннеиндоевропейского (РИЕ) состояния, ряд исследуемых ими суффиксальных элементов, встречающихся шире курдского языкового ареала, следует «возводить к явлениям гетероклизии — чередований, относящихся к рубежу среднеиндоевропейской (СИЕ) и позднеиндоевропейской (ПИЕ) эпох, а именно, СИЕ чередования детерминативов R/N (ПИЕ *r/n)».

#### Критика
Австрийский лингвист М. Майрхофер в своей последней книге «Индоевропеистика: обзоры и введения от истоков до современности» (2009) рассматривает работу Н. Д. Андреева «Раннеиндоевропейский праязык» как исследование в области индо-урало-алтайских отношений и, ссылаясь на опубликованные во французском научном журнале B.S.L. — отрицательную рецензию О. Соважо и положительную П. Серио, утверждает, что методика Н. Д. Андреева вызывает немного доверия. Хорватский лингвист А. Глухак в своей рецензии (1987) на работу Н. Д. Андреева «Раннеиндоевропейский праязык», упрекая автора в том, что бореальный (и раннеиндоевропейский) праязык по своей грамматике и корням выглядит первозданным «словно бы его создатель не хочет думать о том, что было раньше», вместе с тем отмечает, что книга Н. Д. Андреева даёт «стимул для новых и новых поисков».
Российский лингвист и кавказовед М. Е. Алексеев в своей монографии «Сравнительно-историческая морфология нахско-дагестанских языков» (2003) утверждает, что отстаиваемое Н. Д. Андреевым представление об изолирующем характере праязыка, по его мнению, в значительной мере упрощает реальную картину, хотя и обусловлено имеющими место причинами вроде серьёзных проблем в сопоставлении праязыковых морфологических систем, равно как и несовершенством их реконструкции. Им также указывается, что отказ реконструировать морфологическую систему глубинного уровня («праязыков второго порядка») принимается не только Н. Д. Андреевым, но и некоторыми другими отдельными исследователями и, более того, само сложение морфологии в рамках концепции об изолирующем характере праязыка может быть частично объяснено, если учитывать опыт сопоставления нахско-дагестанских и абхазско-адыгских пространственных превербов, целый ряд которых, предположительно, может быть возведён к определённым лексемам.
Российский лингвист В. П. Нерознак в своей статье (1988), посвящённой проблемам праязыковых реконструкций, определяет реконструкцию раннеиндоевропейского и бореального языка Н. Д. Андреевым как фантастическую, обосновывая это невозможностью, по его мнению, смоделировать фонологическую и морфологическую системы такой праязыковой глубины, а также подчёркивает, что семантическая реконструкция, предложенная Н. Д. Андреевым, до некоторой степени анекдотична и не может восприниматься всерьёз («бормотать + бормотать = баба»). В своей рецензии (1990) на сборник работ «Сравнительно-историческое изучение языков разных семей: Теория лингвистической реконструкции» к позиции В. П. Нерознака также присоединился Е. Хелимский, специалист по самодийским и финно-угорским языкам, отметив, помимо всего прочего, что раннеиндоевропейский праязык Н. Д. Андреева не имеет «ни малейшего отношения к кругу идей, понятий и результатов индоевропеистики».
В свою очередь, французский лингвист О. Соважо в своей рецензии (1987) на работу Н. Д. Андреева «Раннеиндоевропейский праязык» пишет о том, что его шокирует частое использование автором лексем, удостоверенных в современной форме и утверждает, что Н. Д. Андреев не показал индо-урало-алтайского родства, тем более что последние работы по индоевропеистике преподносят «аргументы, которые могут препятствовать признанию какого-либо вообще родства между двумя большими языковыми семьями».